# سارک آرسلانیان
سارک آرسلانیان (ارمنی: Սարգիս Արսլանյան؛ انگلیسی: Sarkis "Sark" Arslanian؛ زاده ۴ فوریهٔ ۱۹۲۴ – ۱۱ دسامبر ۲۰۱۶) بازیکن فوتبال و افسر (نیروهای مسلح) ارمنی‌تبار اهل ایالات متحده آمریکا بود.

## زندگی‌نامه
وی در ۴ فوریهٔ ۱۹۲۴ در فرزنو، کالیفرنیا از والدینی به نام‌های گئورگ و فریدا (آرسلانیان) آپوشیان به دنیا آمد و در سال ۱۹۴۱ از دبیرستان گرنیت واقع در ساوت سالت لیک، یوتا فارغ‌التحصیل گشت. وی در جریان جنگ جهانی دوم در نیروی دریایی ایالات متحده آمریکا در اقیانوس آرام جنوبی خدمت نمود. بین سال‌های ۱۹۸۹ تا ۱۹۹۷, دِیو، پسر آرسلانیان، با کمک برادرش پل آرسلانیان مربی‌گری تیم فوتبال وبر استیت را برعهده داشت. در تاریخ ۱۴ سپتامبر ۲۰۱۳, زمین استادیوم هانسن در محوطه دانشگاه ایالتی دیکسی به نام سارک آرسلانیان نامگذاری شد. . وی در ۱۱ دسامبر ۲۰۱۶ در سن ۹۲ سالگی در سنت جرج، یوتا درگذشت.